# Roman Reinfuss
Roman Reinfuss (ur. 27 maja 1910 w Przeworsku, zm. 26 września 1998 w Krzywaczce) – etnograf, znawca polskiej sztuki ludowej i etnografii Karpat. Pracownik akademicki UMCS w Lublinie (1944–1946, 1957–1967), Uniwersytecie Wrocławskim (1946–1949), Uniwersytetu Jagiellońskiego i krakowskiej Akademii Sztuk Pięknych, w latach 1946–1980 kierownik Pracowni Sztuki Ludowej w Instytucie Sztuki Polskiej Akademii Nauk.

## Życiorys
Był synem Franciszka, sędziego (zm. 1919) i Zofii z Mnerków. Dzieciństwo i młodość spędził m.in. w Gorlicach i Tarnowie, gdzie uczęszczał do gimnazjum i działał w nielegalnym Związku Młodzieży Socjalistycznej. W klasie maturalnej został aresztowany, skazany na 3 miesiące więzienia i relegowany ze szkoły bez prawa przeniesienia do innej. W 1930/1931 był słuchaczem nadzwyczajnym rocznego Wyższego Naukowego Kursu Spółdzielczego przy Wydziale Rolniczym Uniwersytetu Jagiellońskiego. W 1931 uzyskał po usilnych staraniach zgodę na przystąpienie do matury – zdał ją eksternistycznie w Krakowie i zgodnie z tradycją rodzinną podjął studia na Wydziale Prawa UJ. Równolegle był słuchaczem wykładów Kazimierza Moszyńskiego w Katedrze Etnografii Słowian UJ. Na podstawie swoich wędrówek po Beskidzie Niskim śladami kultury Łemków opublikował w 1931 w niedzielnym dodatku do „Ilustrowanego Kuriera Codziennego” swój pierwszy artykuł, poświęcony pasterstwu łemkowskiemu. Z wynagrodzeń za ogłaszane teksty kupił aparat fotograficzny i rozpoczął gromadzenie dokumentacji wizualnej.
W 1935 uzyskał magisterium i rozpoczął aplikację notarialną w Gorlicach. W październiku 1936 przerwał ją i objął asystenturę w Muzeum Etnograficznym w Krakowie, zaproponowaną mu przez dyrektora Seweryna Udzielę, z którym nawiązał kontakt na pierwszym roku studiów prawniczych. W 1937 został awansowany na kustosza. Wkrótce potem rozpoczął regularne studia etnograficzne na UJ pod kierunkiem Kazimierza Dobrowolskiego.
Podczas okupacji hitlerowskiej opiekował się z upoważnienia Feliksa Kopery, prezesa Związku Muzeów w Polsce, zbiorami przeniesionego przez Hansa Franka na Wawel Muzeum Etnograficznego, będąc zatrudniony tam w charakterze dozorcy, a następnie laboranta-konserwatora. Organizował tajne wykłady i seminaria etnograficzne dla kolegów. Archiwalia i literaturę z zasobów zarezerwowanych dla Niemców dostarczała mu Zofia Cieśla, którą poślubił w 1944. Po wojnie wrócił na stanowisko kustosza, a następnie zastępcy dyrektora. W 1945 skończył studia na UJ, rok później obronił doktorat na podstawie pracy pt. Łemkowie jako grupa etnograficzna. Kolejnym etapem jego kariery było zorganizowanie studiów etnograficznych i Katedry Etnografii na reaktywowanym Uniwersytecie Wrocławskim, gdzie prowadził wykłady od lutego 1946 do 1949.
W maju 1946 został kierownikiem Sekcji Zdobnictwa i Budownictwa w Państwowym Instytucie Badania Sztuki Ludowej (od 1950 Państwowy Instytut Sztuki i od 1959 Instytut Sztuki PAN). Kierował zespołem, przekształconym kolejno w Pracownię Badania Sztuki Ludowej, Pracownię Dokumentacji Sztuki Ludowej i Zespół Dokumentacji Sztuki Ludowej, do przejścia na emeryturę w 1980. Siedziba pracowni mieściła się do końca jej działania w obszernym salonie mieszkania Reinfussa przy ul. Karmelickiej w Krakowie, gdzie mogło pracować do siedmiu osób. Po likwidacji pracowni w 1997 jego zbiory archiwalne, liczące blisko 180 tys. pozycji inwentarzowych (w tym ok. 80 tys. fotografii), trafiły do Muzeum Etnograficznego w Krakowie. 
W latach 1946–1949 wykładał etnografię w Wyższej Szkole Nauk Społecznych w Krakowie, w latach 1951–1963 sztukę ludową w krakowskiej Akademii Sztuk Plastycznych (od 1957 ASP) i od 1951 do schyłku lat 80. sztukę ludową w Katedrze Etnografii Słowian UJ, gdzie był opiekunem kilkunastu prac magisterskich. W latach 1948–1952 był redaktorem naczelnym, a następnie przez trzydzieści lat zastępcą redaktora naczelnego czasopisma „Polska Sztuka Ludowa”. W latach 1957–1967 kierował zreorganizowaną przez siebie po sześcioletnim braku działalności Katedrą Etnografii na UMCS, gdzie dojeżdżając z Krakowa wypromował sześcioro doktorów (m.in. Jerzego Czajkowskiego i Jana Góraka). Od 1966 należał do Polskiej Zjednoczonej Partii Robotniczej, był przez wiele kadencji sekretarzem podstawowej organizacji partyjnej przy krakowskim oddziale PAN.
Na przełomie lat 40. i 50. podczas zwrotu ideologicznego w polityce krajowej opracował swój plan badań nad polską sztuką ludową. W działalności naukowo-badawczej koncentrował się na dwóch zagadnieniach: kulturze ludowej mieszkańców Karpat i sztuce ludowej w Polsce. Wydania nie doczekały się jego dwie monografie na temat sztuki ludowej Opoczyńskiego i Lasowiaków, przygotowane w latach 50., których fragmenty ukazały się w formie artykułów. Jego kolekcja ponad 200 fotografii z przedednia II wojny światowej – wydanych w 2015 w albumie pt. Karpacki świat Bojków i Łemków – jest niezwykle cennym i wyjątkowym zapisem życia górali karpackich. Był przewodniczącym Rady Muzealnej Muzeum Budownictwa Ludowego w Sanoku, Muzeum Wsi Lubelskiej w Lublinie i Muzeum Wsi Kieleckiej w Kielcach, a także Rady Naukowej Instytutu Architektury Politechniki Krakowskiej i Stowarzyszenia Twórców Ludowych od jego założenia w 1968. Zasiadał w komitecie redakcyjnym i publikował w czasopiśmie „Materiały Muzeum Budownictwa Ludowego w Sanoku”. Od 1933 był członkiem Polskiego Towarzystwa Tatrzańskiego, w 1998 został Honorowym Członkiem PTT. W latach 70. i 80. XX w. był członkiem kolegium redakcyjnego poświęconego górom rocznika „Wierchy”, na którego łamach publikował od lat międzywojennych. Był organizatorem i aktywnym uczestnikiem badań terenowych, działał na rzecz utrwalenia dziedzictwa kulturowego wsi. Zasiadał w Zespole Doradczym ds. Parków Etnograficznych i Budownictwa Drewnianego Ministerstwo Kultury i Sztuki, wchodził w skład Komitetu Etnologicznego PAN oraz Międzynarodowej Komisji do Badania Kultury Ludowej w Karpatach i na Bałkanach. W latach 1984–1991 przewodniczył Komisji Etnograficznej PAN.
Ostatnich kilkanaście lat życia mieszkał w Krzywaczce, gdzie zmarł nagle we wrześniu 1998. Został pochowany obok żony w grobowcu na cmentarzu Rakowickim w Krakowie.

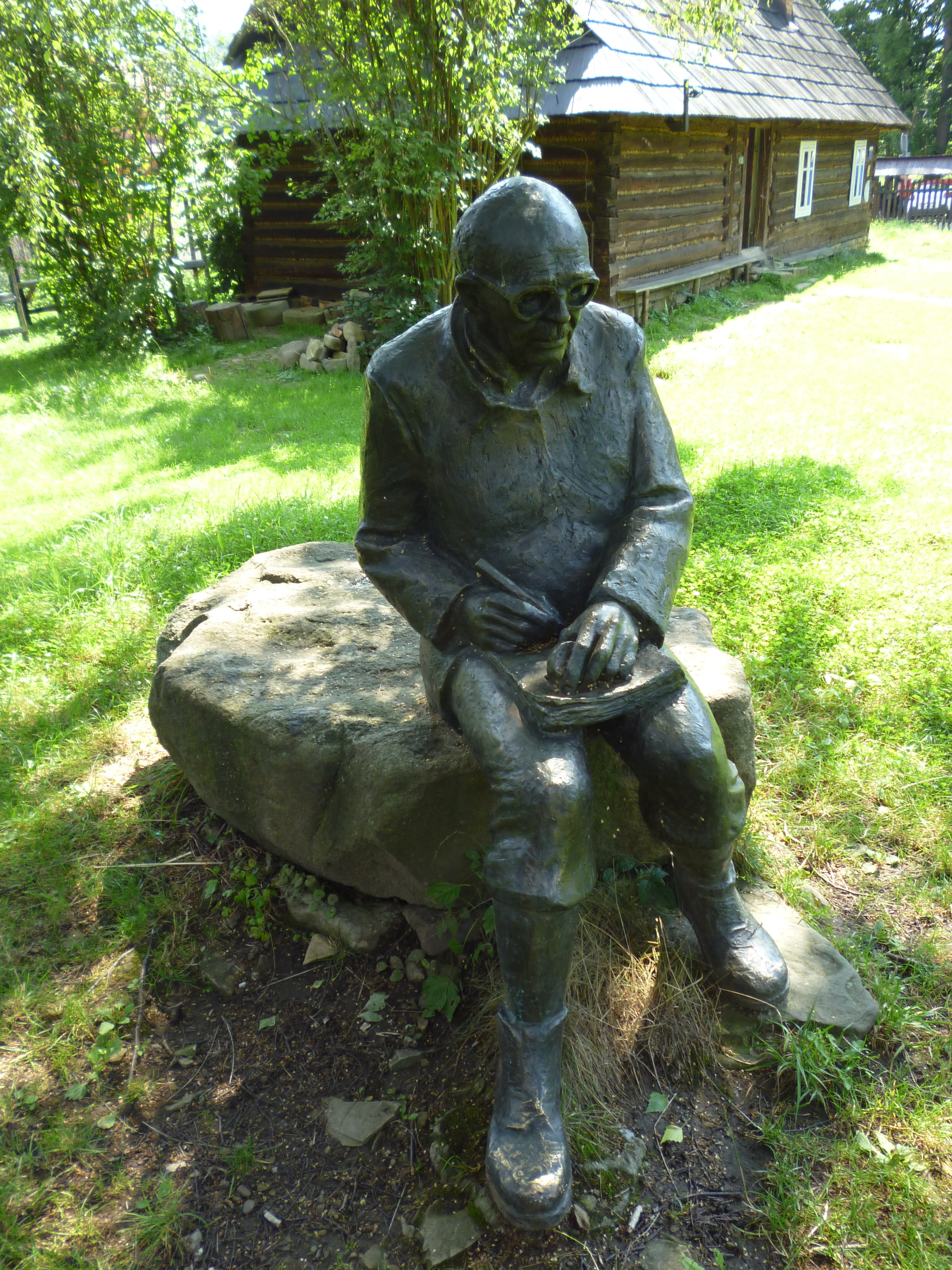
Pomnik prof. Reinfussa w Szymbarku

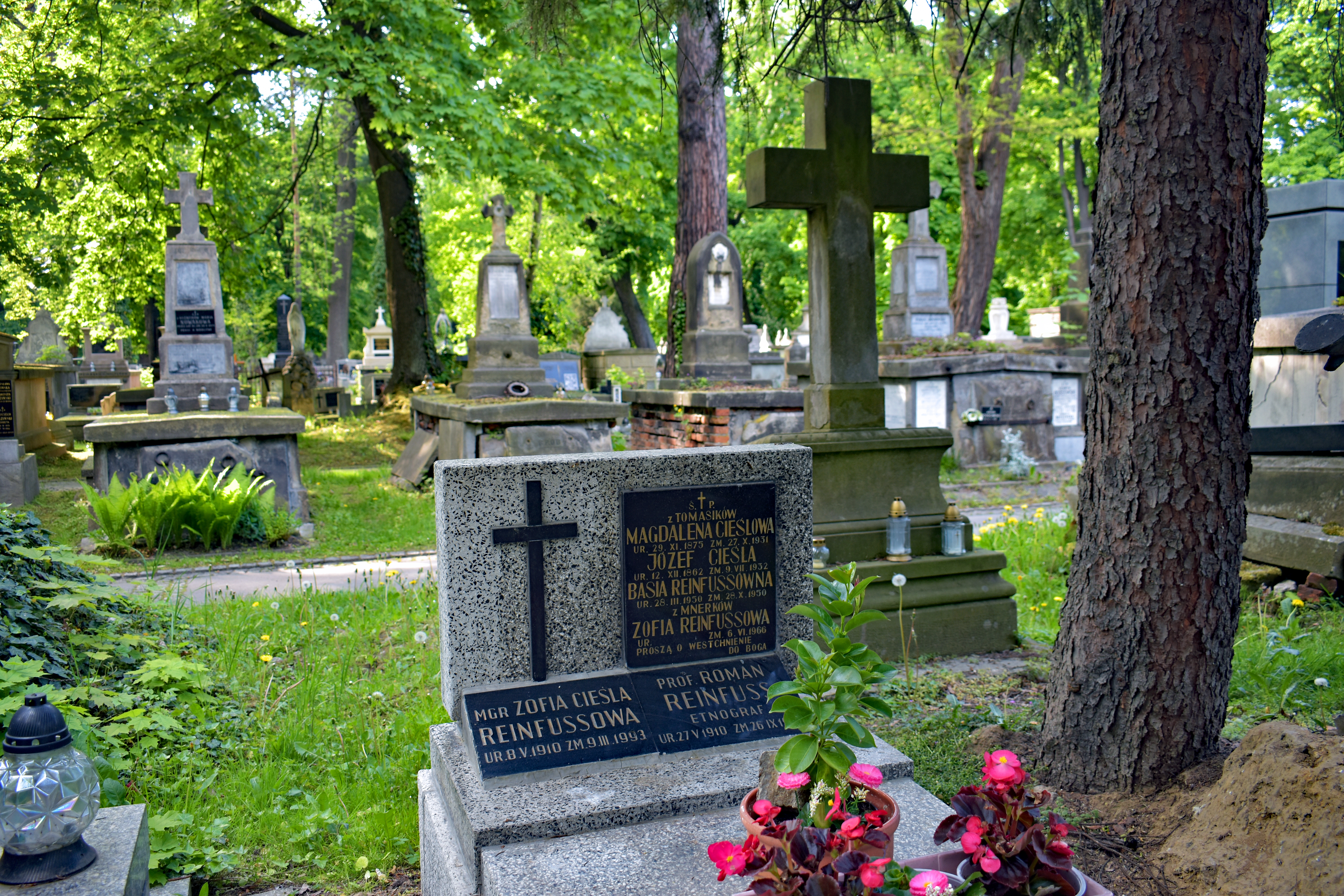
Grób Romana Reinfussa na cmentarzu Rakowickim

Odznaczony Krzyżem Oficerskim i Kawalerskim (1954) Orderu Odrodzenia Polski, otrzymał również Odznakę Zasłużony Działacz Kultury, Medalem Komisji Edukacji Narodowej (1983), Złotą Odznakę „Za opiekę nad zabytkami”. W 70. rocznicę urodzin został mianowany Honorowym Obywatelem Zakopanego. W 1975 został laureatem Nagrody im. Oskara Kolberga.
27 maja 2010 w 100. rocznicę urodzin prof. Reinfussa na terenie Skansenu Wsi Pogórzańskiej w Szymbarku odsłonięto jego pomnik (ławeczkę) i skansen przyjął imię prof. Romana Reinfussa.
Od 2012 przyznawana jest Nagroda Województwa Małopolskiego im. Romana Reinfussa za osiągnięcia w zakresie ochrony lokalnego dziedzictwa kulturowego Małopolski.

## Wybrane publikacje

### Książki
- O Łemkowszczyźnie (1935, współautor);
- Etnograficzne granice Łemkowszczyzny. Próba wytyczenia granic Łemkowszczyzny na podstawie zasięgu łemkowskiego stroju (1936);
- Polskie druki ludowe na płótnie (1953);
- Ludowe skrzynie malowane (1954);
- Garncarstwo ludowe (1955);
- Szopki krakowskie (1958);
- Sztuka ludowa w Polsce (1960, wspólnie z J. Świderskim);
- Malarstwo ludowe (1962);
- Nad rzeką Ropą. Zarys kultury ludowej powiatu gorlickiego (1965, red.);
- Ludowe kafle malowane (1966);
- Monografia powiatu myślenickiego, 2 t. (1970, red.);
- Meblarstwo ludowe w Polsce (1977);
- Ludowe kowalstwo artystyczne w Polsce (1983);
- Ludowa rzeźba kamienna w Polsce (1989);
- Śladami Łemków (1990);
- Łemkowie jako grupa etnograficzna (1998; przedruk pracy doktorskiej, opublikowanej jako artykuł w 1949, z aneksem fotograficznym[2]).

### Artykuły
- Łemkowie (opis etnograficzny), „Wierchy”, t. 14, 1936
- Problem wschodniego zasięgu etnograficznego Łemkowszczyzny, referat z Sekcji Humanistycznej Drugiego Zjazdu Sprawozdawczo-Naukowego poświęconego Środkowym i Wschodnim Karpatom Polskim w Krakowie dn. 30 i 31 października 1938 r., Warszawa 1938
- Ze studiów nad kulturą materialną Bojków, „Rocznik Ziem Górskich”, 1939
- Pogranicze krakowsko-góralskie w świetle dawnych i nowszych prac etnograficznych, „Lud”, t. 36, 1946.
- Architektura szopki krakowskiej, „Polska Sztuka Ludowa” R. 2, 1948, nr 11/12.
- Wpływ farbiarzy drukujących płótna na ludowe hafciarstwo, „Polska Sztuka Ludowa”, 1948 R. 2, nr 11/12.
- Łemkowie jako grupa etnograficzna, „Prace i Materiały Etnograficzne”, t. 7, 1949, s. 77–210.
- Wełniane torby góralskie, „Polska Sztuka Ludowa”, 1949 R. 3, nr 3/4, s. 112–119.
- Przyczynek do ikonografii obrazów Janosikowych na szkle malowanych, „Polska Sztuka Ludowa”, R. 3, 1949, nr 5.
- Szopka z Sieteszy w powiecie przeworskim, „Polska Sztuka Ludowa”, R. 3, 1949, nr 11/12.
- Stan badań nad polską sztuką ludową, „Polska Sztuka Ludowa” 1950, nr 1/6, s. 3–13.
- Orawski dom z wyżką, „Polska Sztuka Ludowa” 1950, nr 1/6, s. 36–55.
- Z obozu naukowego w Weryni, „Polska Sztuka Ludowa” 1950, nr 7/12.
- Wytwórcy ludowych ubiorów w Karpatach polskich, „Polska Sztuka Ludowa”, 1951, R. 5, nr 1/2, s. 19–36.
- Badania terenowe w rejonie kielecko-sandomierskim, „Polska Sztuka Ludowa” 1952, nr 4/5.
- Sztuka ludowa Podlasia Zachodniego, „Polska Sztuka Ludowa” 1952, nr 1.
- Aktualne zagadnienia ludowej plastyki, „Polska Sztuka Ludowa” 1953, nr 2.
- Polskie ludowe kowalstwo artystyczne, „Polska Sztuka Ludowa” 1953, nr 6.
- Przyczynki do badań nad ludowym farbiarstwem i drukarstwem tkanin w woj. białostockim, „Polska Sztuka Ludowa”, R. 8, nr 5.
- Z badań nad sztuką ludową w Radomskiem, „Polska Sztuka Ludowa” 1955, nr 1.
- Sztuka ludowa na pograniczu Lubelszczyzny i Podlasia, „Studia i Materiały Lubelskie. Etnografia”, t. 1, Lublin 1962.
- Sztuka ludowa w woj. rzeszowskim i jej badania, „Polska Sztuka Ludowa” 1963, nr 3/4.
- Rzeźba figuralna Łemków. Ze studiów nad ludową rzeźbą kamienną na Łemkowszczyźnie, „Polska Sztuka Ludowa” 1963, nr 3/4, s. 122–134.
- Ze studiów nad kulturą ludową Łemkowszczyzny po obu stronach Karpat, „Polska Sztuka Ludowa” 1966, nr 1, s. 3–22.
- Szałaśnictwo łemkowskie w Beskidzie Krynickim, „Łódzkie Studia Etnograficzne”, t. 9, 1967, s. 156–174.
- Badania nad kulturą ludową w dwudziestopięcioleciu Polski Ludowej, „Materiały Muzeum Budownictwa Ludowego w Sanoku”, nr 10, 1969.
- Tradycyjna kultura plastyczna ludności przesiedlonej w województwie koszalińskim, „Materiały Zachodniopomorskie”, t. 14, 1968, s. 383–397.
- Wpływ zawodów wędrownych na kształtowanie się kultury ludowej w Karpatach, [w:] Studia z zakresu socjologii, etnografii i historii ofiarowane Kazimierzowi Dobrowolskiemu, Kraków 1972.
- O łemkowskich worożkach, baczach i czarownikach, „Materiały Muzeum Budownictwa Ludowego w Sanoku”, nr 28 (1984), s. 23–35.
- Łemkowie w przeszłości i obecnie, [w:] Łemkowie. Kultura – sztuka – język. Materiały z sympozjum zorganizowanego przez Komisję Turystyki Górskiej ZG PTTK Sanok, dn. 21–24 września 1983 r., Wydawnictwo PTTK „Kraj”, Warszawa 1987, s. 7–20.
- Podhalański fenomen, „Polska Sztuka Ludowa”, 1988, t. 42, nr 1/2.
- Związki kulturowe po obu stronach Karpat w rejonie Łemkowszczyzny, [w:] Łemkowie w historii i kulturze Karpat, cz. 1, red. Jerzy Czajkowski, Editions Spotkania, Rzeszów 1992, s. 167–181.
- Zarys kultury materialnej ludności łemkowskiej z dawnego „kresu muszyńskiego”, „Materiały Muzeum Budownictwa Ludowego w Sanoku”, t. 34, 1998, s. 7–52.